# Philippe Bonzon
Philippe Bonzon (* 3. August 1933 in Paris, heimatberechtigt in Vevey) ist ein französischsprachiger Schweizer Schriftsteller.

## Leben
Bonzon war im Auftrag des französischen Kultusministerium u. a. an der Comédie de la Loire, der Maison de la Culture von Nevers, der Ville Nouvelle in Évry und der Arche de la Défense tätig, bevor er sich ganz der Schriftstellerei widmete. Seit Ende der 1980er Jahre lebt er in Arnex bei Nyon im Schweizer Kanton Waadt.
Bonzon veröffentlichte in Frankreich und der Schweiz eine Reihe von Prosa- und Gedichtbänden. Mehrere vokalmusikalische Werke realisierte er mit dem Komponisten Michel Decoust.

## Werke
- Aubes Incendiées, Lyrik, Paris, 1984
- Ja Qui d’Autre, Opernlibretto, Paris, 1986
- Dodici Voci, Musikwerk, Paris, 1988
- Trace d’Obscure, Lyrik, Lausanne, 1991
- A l’Orée des Ajours, Lyrik, Paris, 1994
- Mors Illata, Lyrik, Lausanne, 1995
- Foudres, Lyrik und Prosa, Lausanne, 1995
- La Bête, Lausanne, 1996
- A Jamais d’Ombre, Lyrik, Paris, 1997
- Tes Yeux de larmes Bleues, Lyrik, Paris, 1998
- Blanches d’Ici, Lyrik, Paris, 2000
- D’Une Voix Soupçonnable, Lyrik, Paris, 2004
- Les Barricades Mystérieuses, Paris, 2004
- Camille, Opernlibretto, Paris, 2004
- L’Ombre Ouverte, Lyrik, Lausanne, 2008
- Le Dos des Amants, Roman, Lausanne, 2009